# Zekio
Zekio (ou Zokio) est un village du Cameroun situé dans le département de la Mayo-Tsanaga et la Région de l'Extrême-Nord. Il fait partie de la commune de Mokolo et du canton de Boula. 

## Démographie
En 1966-1967, la localité comptait 118 habitants, des Peuls et des Guiziga .
Lors du recensement de 2005 (3e RGPH), on y a dénombré 1 694 personnes.